# Llano de Mena
Llano de Mena es una entidad de población española del municipio de Valle de Mena, perteneciente a la provincia de Burgos, en la comunidad autónoma de Castilla y León.

## Historia
Hacia mediados del siglo XIX, el lugar, ya por entonces perteneciente al ayuntamiento de Valle de Mena, tenía contabilizadas ocho casas. Aparece descrito en el décimo volumen del Diccionario geográfico-estadístico-histórico de España y sus posesiones de Ultramar de Pascual Madoz con las siguientes palabras:

LLANO DE MENA: l. en la prov., aud. terr. y c. g. de Burgos (20 leg.), dióc. de Santander (14), part. jud. de Villarcayo (6), y ayunt. titulado del valle de Mena (1/2). Se halla sit. en un alto con clima sano, combatido de todos los vientos, de los cuales el N. es el que reina con mas frecuencia. Tiene 8 casas; una igl. (San Pedro) aneja de la de Sta. Cruz; una ermita (Sta. Isabel) dentro de la pobl., varias y abundantes fuentes en el térm. Este confina N. Santecilla; O. Mena mayor, y S. Carrasquedo y Sta. Cruz. El terreno es de mediana calidad y pasa por él un pequeño r. llamado Iberino, que va á incorporarse con el de Mena-mayor; en dicho terreno se ve tambien algo de monte. caminos: los de pueblo á pueblo. correos: la correspondencia se recibe de Montija por balijero peaton. prod.: trigo, cebada, avena, yeros, habas, alholbas, maiz, patatas y poco lino; ganado vacuno, yeguar, mular y de cerda, y caza de perdices, liebres, jabalies, zorros y codornices. ind.: la agrícola y cria de ganado. pobl. riqueza y contr. con su ayunt. (V.)
(Madoz, 1847, p. 486)

En 2022, no tenía empadronado ningún habitante.